# Бореальні березові ліси та альпійська тундра Ісландії
Бореальні березові ліси та альпійська тундра Ісландії (ідентифікатор WWF: PA0602) — палеарктичний екорегіон тайги, розташований на території Ісландії у Північній Атлантиці. 

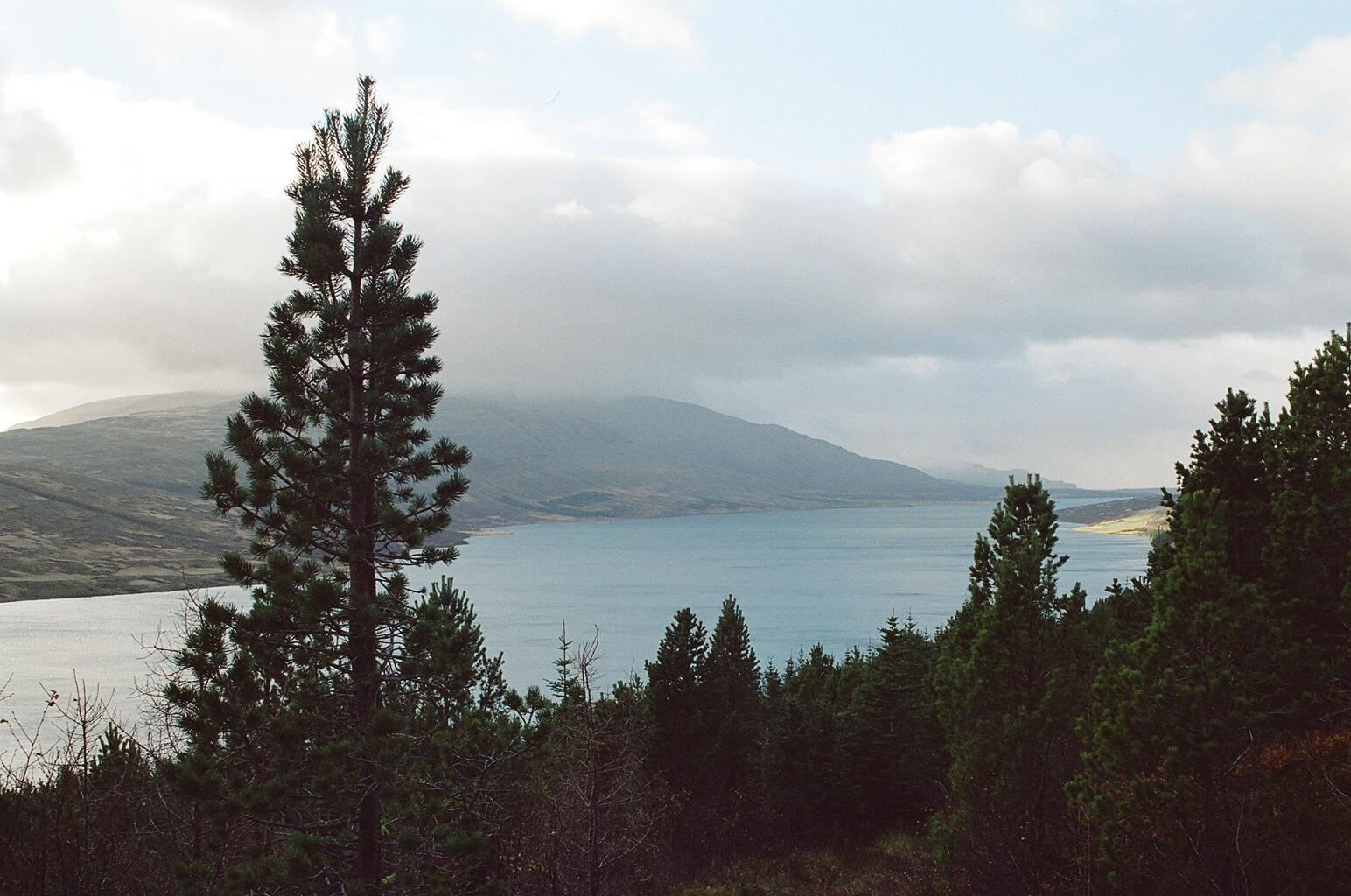
Озеро Скоррадалсватн на заході Ісландії

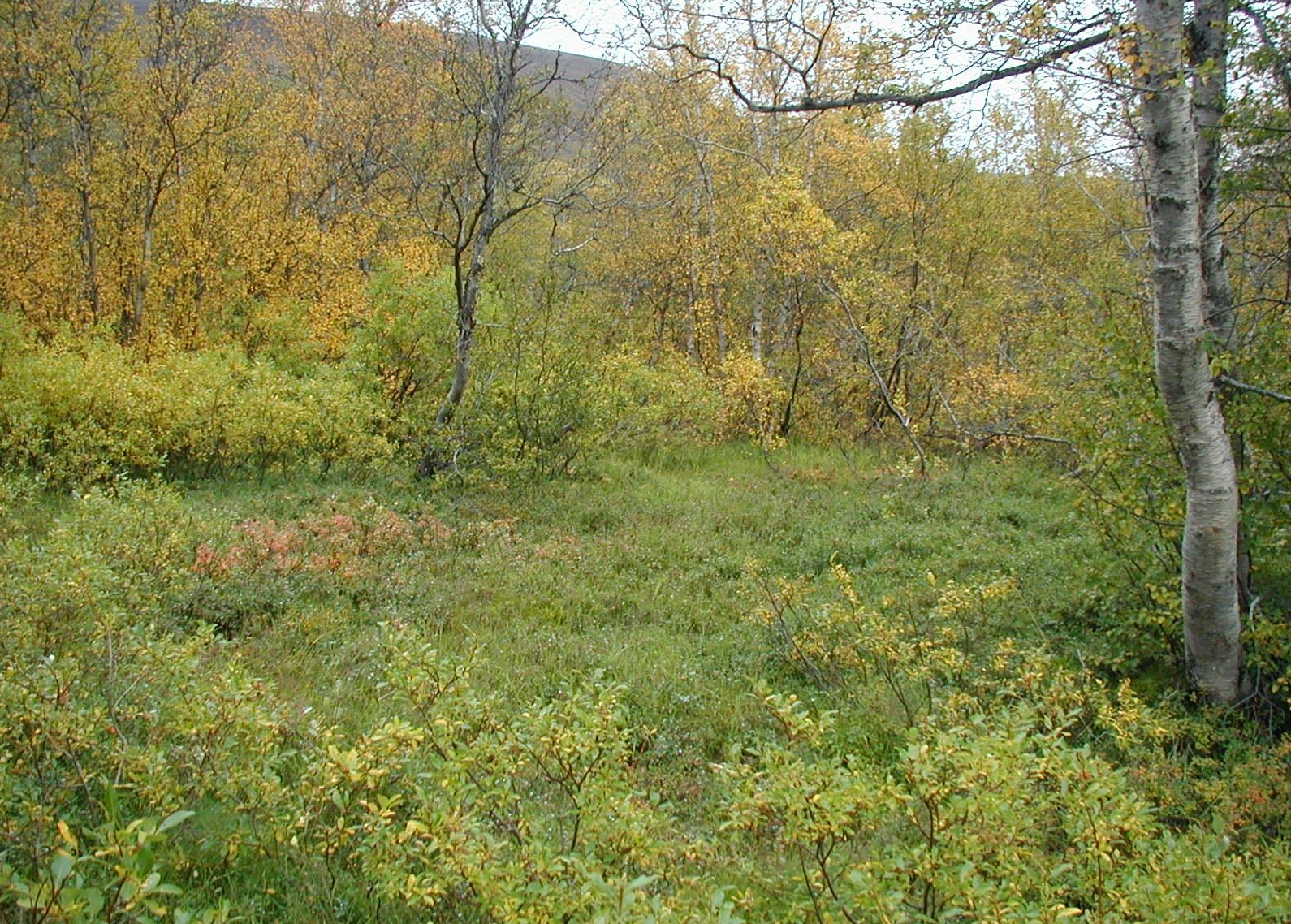
Ісландський березовий ліс

## Географія
Ісландія — це острів вулканічного походження, розташований в північній частині Атлантичного океану, на відстані 290 км на схід від Гренландії та на відстані 970 км на захід від Норвегії. Три чверті острова розташовані на висоті понад 200 м над рівнем моря. Більша частина його узбережжя стрімка і скеляста, з численними фіордами. Найвищою горою острова є Гваннадальсхнукюр висотою 2119 м. 
Ісландія сформувалася в межах вулканічної гарячої точки на Серединно-Атлантичному хребті. Її основу складають вулканічні породи, передусім базальт. На острові є багато діючих вулканів, зокрема відомі вулкани Гекла, Катла і Крапла. Ґрунти — андосолі та підзоли. Багаторічна мерзлота відсутня, на схилах часто відбуваються зсуви насиченого водою ґрунту.
Велику частину внутрішніх районів острова займає арктична пустеля з горами, льодовиками, вулканами і водоспадами. Льодовики покривають 12 000 км², або 11,5 % території острова. В Ісландії знаходиться найбільший льодовик Європи Ватнайокутль. Однак глобальне потепління призводить до танення льодовиків, деякі з них вже повністю розтанули. Деякі з найбільш активних вулканів розташовані під поверхнею льдовиків, тому коли відбувається виверження, це призводить до величезних повеней талої води та експлозій. Протягом геологічної історії подібні повені траплялися неодноразово.

## Клімат
Незважаючи на те, що Ісландія розташована далеко на півночі Атлантики, а її північне узбережжя лежить на досить невеликій відстані від північного полярного кола, південне та південно-західне узбережжя цього острова мають відносно м'який субполярний океанічний клімат (Cfc за класифікацією кліматів Кеппена) завдяки сильному пом'якшувальному впливу Гольфстриму. В Рейк'явіку середньорічна температура становить 6 °C, середня температура січня — 0 °C, а середня температура липня — 10 °C. Тим не менш, більша частина острова лежить в межах тундрового клімату (ET за класифікацією Кеппена), коли принаймні один місяць в році має середню температуру вище 0 °C, достатню для танення снігу, однак середня температура найтеплішого з місяців не перевищує 10 °C. Протягом двох-трьох місяців влітку в Ісландії тривають білі ночі, а ранньою весною і пізньою осінню — довгі сутінки. Світловий день в середині зими дуже короткий. Середньорічна кількість опадів в Ісландії коливається від 500 мм на півночі острова до 1500 мм на півдні острова. Суворий клімат Ісландії, сильні вітри та опади призводять до швидкої ерозії ґрунту та берегової лінії.

## Флора і фауна
Суцільна рослинність покриває приблизно 25 % території Ісландії, з яких 16 000 км² — це суходіл, а 10 000 км² — це великі верхові болота. Сільськогосподарські угіддя займають 1360 км². Первинні березові ліси, де переважає пухнаста береза (Betula pubescens), займають лише 1250 км². Інші 60 000 км² рідко або дуже рідко вкриті рослинністю. Більшість беріз представляють собою кущі висотою до 2 м. Близько 2 % лісу представлені деревами заввишки 8-12 метрів, переважно в долинах на півночі, сході та півдні. Крім березових лісів, трапляються зарості звичайної горобини (Sorbus aucuparia) та філіколистої верби (Salix phylicifolia).
Майже повна відсутність лісів є вражаючою особливістю Ісландії, як і те, що значна частина острова або повністю позбавлена рослинності, або має дуже рідкісний рослинний покрив. В минулому потоки лави та вулканічного попелу нерідко покривали величезні території, пошкоджуючи або знищуючи рослинний покрив. Розселення рослин на цих територіях сповільнюється тонким шаром ґрунту та повільною вегетативною сукцесією. 
Через те, що Ісландія — це відносно молодий острів, ізольований від значних масивів суходолу, флористичне різноманіття на ньому відносно низьке. Загалом в Ісландії зареєстровано 483 види судинних рослин. Тут росте карликова береза (Betula nana), пухнаста береза (Betula pubescens), філіколиста верба (Salix phylicifolia), кислий щавель (Rumex acetosa), тонкокореневищна осока (Carex chordorrhiza), носата осока (Carex rostrata), волосолистий жовтець (Ranunculus trichophyllus), лікарський дягель (Angelica archangelica), їдкий жовтець (Ranunculus acris), лісовий журавець (Geranium sylvaticum), штукенія нитковидна (Stuckenia filiformis), злинка північна (Erigeron borealis), та деревій звичайний (Achillea millefolium). Найбільш представлені родини осокові (Cyperaceae) — 53 види і злакові (Poaceae) — 47 видів. Відомо 560 видів мохоподібних (печіночники, антоцеротофіти, мохи). Найпоширенішими мохами є шерстисті скельники (Racomitrium lanuginosum) та сивуваті скельники (Niphotrichum canescens). Зустрічається понад 550 видів лишайників, зокрема Flavocetraria nivalis, Xanthoria elegans, Polycauliona candelaria і Alectoria ochroleuca та понад 1200 видів грибів.
Для екорегіону характерна багата орнітофауна. Загалом в Ісландії спостерігалися понад 400 видів птахів. Шістдесят одна важлива орнітологічна територія (IBA) охоплює 7 % території країни. Хоча Ісландія технічно не є частиною Арктики, тут зустрічається багато типових арктичних видів. Острів є важливою зупинкою для багатьох перелітних птахів на шляху міграції з Арктики до місць зимівлі. В самій Ісландії регулярно гніздяться 88 видів птахів, з яких 42 види є рідкісними і підлягають захисту в Європі. Закрема, в Ісландії мешкає болотяна сова (Asio flammeus), біла сова (Bubo scandiacus), звичайний коловодник (Tringa totanus), ісландський побережник (Calidris canutus), полярний крячок (Sterna paradisaea), великий баклан (Phalacrocorax carbo), полярний мартин (Larus hyperboreus), кочівний буревісник (Fulmarus glacialis), ісландський гоголь (Bucephala islandica) та снігова пуночка (Plectrophenax nivalis). В долині річки Тьйоурсау розташована одна з найбільших у світі гніздових колоній короткодзьобих гуменників (Anser brachyrhynchus).
Серед ссавців спостерігається набагато менше видове різноманіття. Єдиним корінним видом ссавців Ісландії є песець (Alopex lagopus). Час від часу разом з дрейфуючими крижинами до острова припливають білі ведмеді (Ursus maritimus). Річковий візон (Neogale vison) був завезений до ісландії з метою розведення для хутрової промисловості, однак звірям вдалося втекти і сформувати значну популяцію. Іншими інтродукованими видами є європейські мишаки (Apodemus sylvaticus), які наразі широко поширені в лісистих місцевостях, а також сірі пацюки (Rattus norvegicus), чорні пацюки (R. rattus) та хатні миші (Mus musculus). Амфібії та плазуни в Ісландії відсутні.

## Збереження
Найбільшою екологічною проблемою острову є ерозія ґрунту. Незважаючи на те, що густота населення цієї країни становить лише 3 особи на км², більшість з яких живе на узбережжі, вирубка лісу та надмірний випас овець призвели до зникнення значної частини первинного рослинного покриву (з 50-60 % площі острова на момент прибуття людини до нинішніх 25%). Осушення боліт для ведення сільського господарства не тільки змінило природний ландшафт, але й вплинуло на популяції птахів, які там жили. Однак в останні десятиліття Ісландія реалізувала програми лісонасадження та збереження ґрунтів, які зупинили та повернули назад процес занепаду.
Оцінка 2017 року показала, що 10 593 км², або 12 % екорегіону, є заповідними територіями. Природоохоронні території включають: 
- Природний заповідник Хорнстрандір
- Природний заповідник Лонсерайві[en]
- Природний заповідник Вассмірін[en]
- Національний парк Тінгветлір
- Національний парк Снайфетльсйокутль
- Національні парки Скафтафетль та Йьокюльсаурґльювюр[en] (нині частини Національного парку Ватнайокутль)